# Јурај Мучаји
Јурај Мучаји (svk. Juraj Mučaji; Бачки Петровац, 19. фебруар 1919 — Харков, 1945) био је словачки песник, новинар и учитељ.

## Биографија
Био је старији брат познатог песника Павела Мучаја. Похађао је гимназију у Бачком Петровцу, затим уписује Учитељски факултет у Београду, који је завршио 1941. године.
Радио је као учитељ у Кулпину (1941-42), а од јуна 1942. био је уредник културне рубрике часописа Slovenská jednota у Будимпешти. По избијању Другог светског рата присилно је регрутован у мађарску војску, и био је размештен у Толни. На Источном фронту је пао у совјетско заробљеништво, а у логору за ратне заробљенике подлегао је тифусној грозници.
Књижевности се посветио пошто је матурирао, а песме и прозу објављивао је у часопису Slovenská jednota.
Био је један од првих модерних песника војвођанских Словака.

## Дела
- Rozvravené srdce (1942), збирка песама
- Básnické dielo Juraja Mučajiho (1969), избор из поетског стваралаштва
- Listy písané v tieni smrti (1969), кореспонденција
- Nezbedníci (1975), збрика дечијих песама[2]